# اومباخ
اومباخ (به آلمانی: Ohmbach) یک شهر در آلمان است که در Schönenberg-Kübelberg واقع شده‌است. اومباخ ۸۴۷ نفر جمعیت دارد.